# Sandi Putros
Sandi Putros (født 27. oktober 1987) er en dansk fodbolddommer, der siden 2016/2017-sæsonen har dømt i den danske Superliga. Før oprykningen til Superligaen var han dommer i 1. og 2. division.
Sandi Putros havde sin debut som Superliga dommer den 24. juli 2016 i kampen mellem AC Horsens og SønderjyskE. Han er bror til fodboldspilleren Frans Dhia Putros, og de er af irakisk afstamning.